# Saint Croix Courier
Le Saint Croix Courier est un hebdomadaire canadien anglophone édité à Saint-Stephen, au Nouveau-Brunswick. 
Le Saint Croix Courier a été fondé en octobre 1865 par David Main et fait partie du groupe néo-écossais Advocate Printing & Publishing group depuis 2002.
L'aire de diffusion du journal est internationale avec une partie canadienne, le Comté de Charlotte, et une partie américaine, le Comté de Washington dans le Maine.
Un premier ministre du Nouveau-Brunswick, George J. Clark, en fut le Chef d'édition.